# Pawłowiczki

Pawłowiczki (tyska Gnadenfeld) är en by i södra Polen, belägen i distriktet Powiat kędzierzyńsko-kozielski i Opole vojvodskap.
Här anlades 1780 en herrnhutisk koloni, som var säte för Evangeliska brödraförsamlingens teologiska seminarium 1818-1920. Kolonin förstördes i slutet av andra världskriget, och byn tillhör idag Polen.